# معین‌الدین چشتی
شیخ خواجه معین الدین حسن سجزی چشتی مشهور به خواجه معین الدین چشتی درگذشته به سال ۶۳۳ قمری در اجمیر شریف هند. در ایالت راجستان - جیپور.

## سوابق
بعضی او را از اهالی سیستان عده‌ای او را از هرات و بعضی از سمرقند دانسته‌اند اما آنچه مسلم است او فارس زبان بود و آثار خود را به زبان فارسی نگاشته است.
سال ۵۸۸قمری همراه لشکریان سلطان معزالدین محمد غوری (هرات) از ایران و افغانستان به هند رفت و در اجمیر ساکن شد.

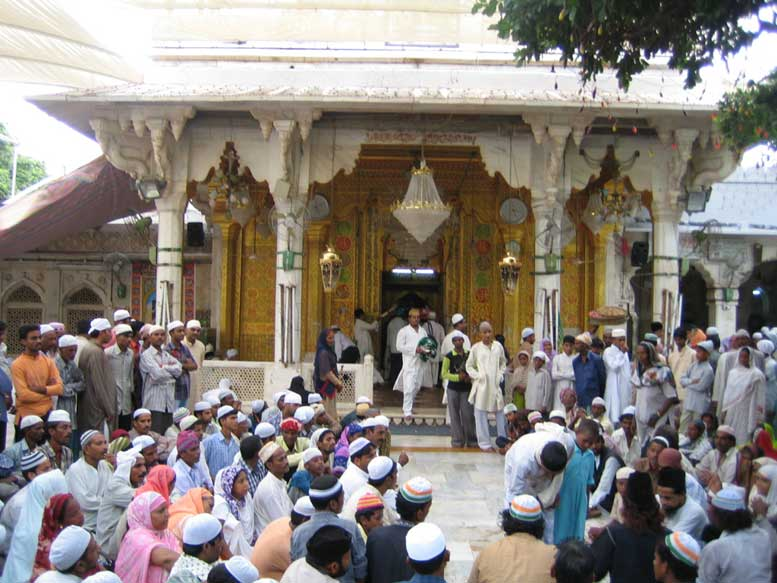
مزاراجمیر شریف /غریب نواز

وی یکی از مهم‌ترین و موثرترین طریقه‌های صوفی که هم در تاریخ سیاسی و اجتماعی شبه قاره و هم در تاریخ ادبیات فارسی در آن سامان نقش داشته‌اند و صوفیان پیرو طریقه چشتیه هستند.
اولین پیر بزرگی از این طریقت که در هند بساط ارشاد گسترد، سلسله جانشینان معین الدین از طریق قطب الدین بختیار اوشی و فریدالدین گنج شکر و نظام الدین اولیا و نصیرالدین چراغ دهلی ادامه پیدا کرد و در سراسر هند، پاکستان و بنگلادش کنونی گسترش یافت.
این صوفیان مجالس وعظ و تذکر و خطابه‌های خود را به زبان فارسی ایراد می‌کردند و این معنی، زبان و ادبیات فارسی را در شبه قاره هند گسترش می‌داد.
چند کتاب مانند 'انیس الارواح'، 'دلیل العارفین'، 'فواید السالکین' و 'اسرارالاولیا' همه به سرسلسله‌ها و بزرگان طریقت چشتیه همچون معین الدین چشتی و قطب الدین بختیار کاکی نسبت داده شده‌اند.
معین‌الدین شاگردان زیادی تربیت کرد و آنان هر کدام در منطقه خود مصدر خدمات ارزنده‌ای شدند و قطب‌الدین بختیار کاکی و فریدالدین گنج شکر از شاگردان و تربیت شدگان او هستند که منشأ آثار و خدمات اسلامی شدند.
خواجه معین‌الدین پس از مدتی فعالیت و تأسیس سازمانهای فرهنگی و مذهبی در شهر اجمیر دیده از جهان فروبست و مسلمین پس از درگذشت او برایش مقبره مجلل و باشکوهی ساختند که پس از هشت قرن هنوز پابرجاست و یکی از مزارهای درجه اول مسلمین در هند به شمار می‌رود.
در ایوان و رواق‌ها و داخل مقبره اشعار زیادی به زبان فارسی که زبان رسمی کشور هند بود دیده می‌شود
سلاطین و امرا در قرون متمادی بر تربت وی که زیارتگاه است، گنبد و بارگاه بنا کردند و هرسال مردم و مریدان شیخ از سراسر هند ۳۰ اردیبهشت، به مناسبت عُرس وی، مراسمی برگزار می‌کنند.
او در قرن پنجم و ششم نزد علمای خراسان آموزش دید و دانش‌های عصر خود را فرا گرفت.

## سلسله چشتی
تصوف چشتی شجره و ارتباط دینی خود را چنین می‌داند:
- محمدبن عبدالله (ص)
- علی بن ابی طالب(ع)
- خواجه حسن بصری
- خواجه عبدالواحد بن زید
- خواجه فضیل ابن عیاض
- خواجه ابراهیم بن ادهم البلخیؒ
- خواجه حذیفه مرعشی
- خواجه ابو هبیره بصری
- خواجه ممشاد علوی دینوریؒ
- خواجه ابو اسحاق شامی
- خواجه ابو احمد ابدال
- خواجه ابو محمد چشتی
- خواجه ابو یوسف چشتی
- خواجه قطب الدین مودود چشتی
- خواجه شریف زندنی
- خواجه عثمان هارون
- خواجه معین الدین چشتی اجمیری
- قطب الدین بختیار کاکی
- بابا فرید الدین گنج شکر
- خواجه نظام الدین اولیاء
- نصیرالدین چراغ دهلوی

## خانقاه‌ها

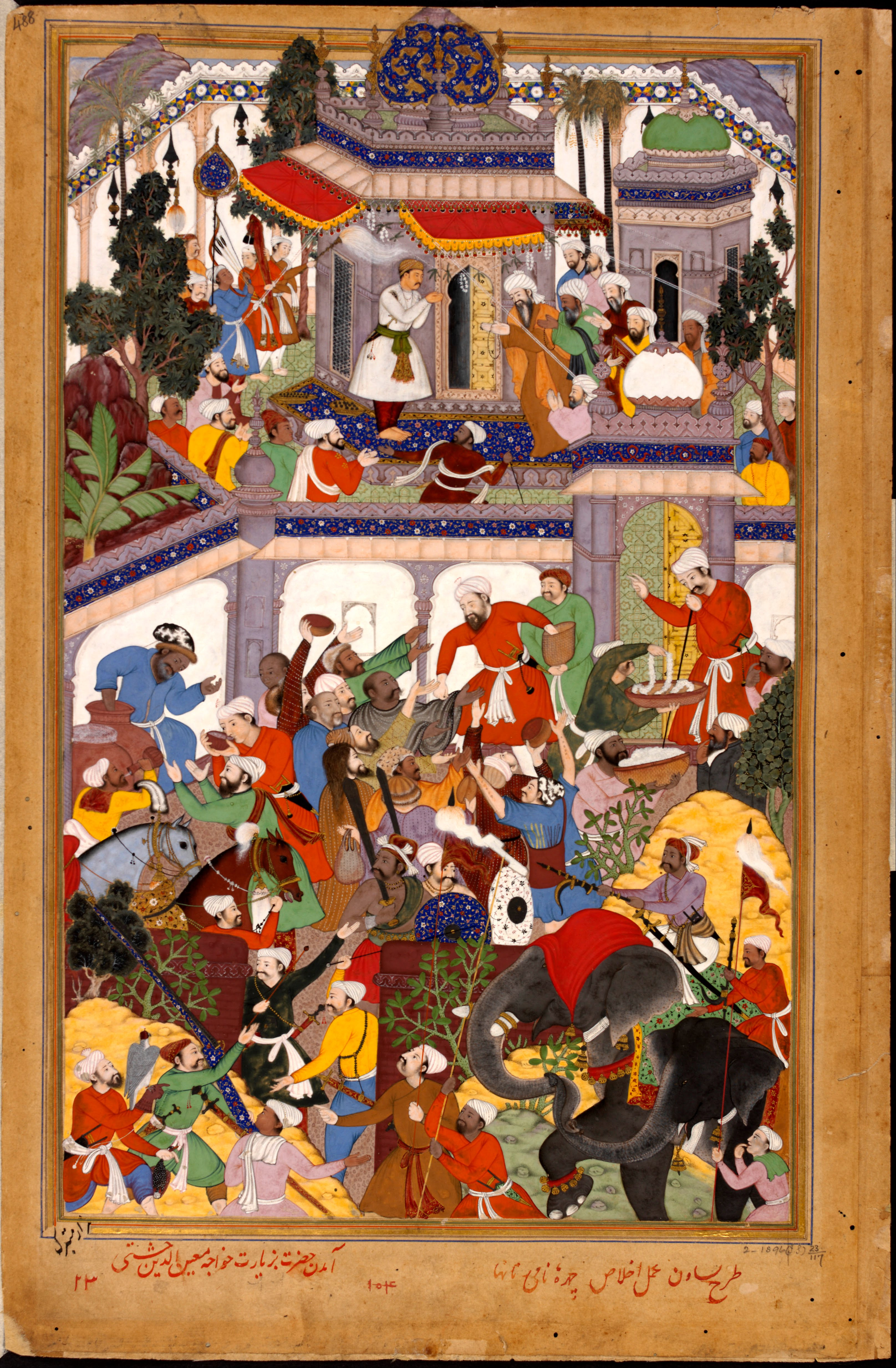
مینیاتوری از زیارت قبر معین‌الدین توسط اکبرشاه گورکانی.

به‌جز خانقاه‌هایی که در دوره اعتلا در اجمیر و دهلی و اجودهن مرکزیت داشتند، در ایالتهای دیگر هند نیز به‌تدریج خانقاه‌هایی تأسیس شد که از مهم‌ترین آنهاست:
1. خانقاه بنگال بلندی، که شیخ سراج‌الدین (متوفی ۷۵۸) معروف به اخی‌سراج، از مریدان شیخ نصیرالدین، آن را تأسیس کرد. این خانقاه به‌صورت یکی از مراکز عمده سلسله چشتیه درآمد و توجه بسیاری از مریدان و مردم و امرا را به خود جلب کرد تا بدانجا که آنان دست ارادت به شیخ سراج‌الدین دادند.
2. خانقاه دکن. برهان‌الدین غریب و سیدمحمد گیسودراز سلسله چشتیه را در دکن اشاعه دادند که باعث تأسیس خانقاه‌هایی در جنوب هند شد و مراکزی برای آموزش و تهذیب مسلمانان به‌وجود آمد.
3. خانقاه گجرات. دو تن از مریدان خواجه قطب‌الدین بختیار، به نامهای شیخ‌محمود و شیخ حامدالدین احمد نهرواله، سلسله چشتیه را در گجرات اشاعه دادند، اما در زمان شیخ نظام‌الدین اولیاء بسیاری از مریدان وی به گجرات رفتند و به‌ویژه با تلاش علامه کمال‌الدین و شیخ کبیرالدین ناگوری و سید کمال‌الدین قزوینی، سلسله چشتیه در این منطقه بیش از پیش گسترش یافت و مراکز و خانقاه‌هایی برای جذب مریدان در آنجا تأسیس شد.
4. خانقاه مالْوه. در این ناحیه سلسله چشتیه را سه تن از خلفای شیخ نظام‌الدین اولیاء، به نامهای شیخ وجیه‌الدین یوسف، شیخ کمال‌الدین و مولانا مغیث‌الدین، رواج دادند و سبب ساخت خانقاه‌هایی در آنجا شدند.